# Équipe de Taïwan de hockey sur glace
Cet article traite de l'équipe masculine. Pour l'équipe féminine, voir Équipe de Taïwan féminine de hockey sur glace.
L'équipe de Taïwan de hockey sur glace est la sélection nationale de Taïwan regroupant les meilleurs joueurs taïwanais de hockey sur glace. L'équipe est sous la tutelle de la Fédération de Taïwan de hockey sur glace, membre de la Fédération internationale de hockey sur glace (IIHF) depuis 1983. L'équipe est actuellement classée 45e sur 50 équipes au classement IIHF 2019.

## Historique
L'équipe de Taïwan fait ses débuts lors du Groupe D du Championnat du monde 1987 au cours duquel elle évolue hors compétition. Elle dispute sa première rencontre le 11 mars contre Hong Kong, se soldant par un nul de deux buts partout. Par la suite, la sélection reste inactive jusqu'en 2005. À partir de 2008, les Taïwanais prennent part régulièrement au Challenge d'Asie qu'ils remportent à trois reprises. En 2011, ils disputent leur premier tournoi des Jeux asiatiques d'hiver où il se classent cinquièmes et derniers du groupe élite.
Le 23 mars 2013, l'équipe de Taïwan enregistre sa victoire la plus large avec un succès 21-0 sur le Koweït. Elle subit sa plus lourde défaite le 3 février 2011, 35-0 contre le Kazakhstan.

## Résultats

### Jeux olympiques
- 1920-2018 - Ne participe pas
- 2022 - Non qualifié

### Championnats du monde
- 1920-2016 - Ne participe pas
- 2017 - 6e de Division III
- 2018 - 4e de Division III
- 2019 - 5e de Division III
- 2020 - Annulé en raison du coronavirus
- 2021 - Annulé en raison du coronavirus
- 2022 - 4e de la Division IIIA

### Jeux asiatiques d'hiver
- 1986-2007 - Ne participe pas
- 2011 - 5e place
- 2017 - 6e place

### Challenge d'Asie
- 2008 -
- 2009 - Ne participe pas
- 2010 -
- 2011 - Ne participe pas
- 2012 - Cinquième
- 2013 -
- 2014 -
- 2015 -
- 2016 -

## Entraîneurs
| Période     | Nom des entraîneurs | Nationalité |
| ----------- | ------------------- | ----------- |
| 2010-2011   | Ming-Tsang Tsai,    | Taïwan      |
| 2012        | Yu-Sheng Chang      | Taïwan      |
| 2013-2014   | Kristóf Kõvágó      | Hongrie     |
| 2015        | Po-Chuan Tsai       | Taïwan      |
| Depuis 2016 | Ryan Conrad Lang    | Canada      |

## Classement mondial
| Année     | Rang | Points | Progression |
| --------- | ---- | ------ | ----------- |
| 2017      | 48   | 220    |             |
| Fev. 2018 | 48   | 220    | ±0          |
| Mai 2018  | 46   | 425    | +2          |
| 2019      | 45   | 545    | +1          |

Note :  Promue ;  Reléguée

## Équipe junior moins de 20 ans

### Championnats du monde junior
- 1977-2009 - Ne participe pas
- 2010 - 5e de la Division III
- 2011 - 7e de la Division III
- 2012-2016 - Ne participe pas
- 2017 - 7e de la Division III
- 2018 - 2e de la qualification Division III
- 2019 - 6e de division III
- 2020 - 7e de division III
- 2021 - Annulé en raison du coronavirus
- 2022 - 1re de division III
- 2023 - 5e de Division IIB

### Challenge d'Asie moins de 20 ans
- 2012 - 5e place
- 2013-2018 - Ne participe pas

## Équipe des moins de 18 ans

### Championnats du monde moins de 18 ans
- 1999-2007 - Ne participe pas
- 2008 - 2e de Division III, Groupe A
- 2009 - 3e de Division III, Groupe A
- 2010 - 3e de Division III, Groupe A
- 2011 - 2e de Division III, Groupe A
- 2012 - 5e de Division III, Groupe A
- 2013 - 3e de Division IIIA
- 2014 - 3e de Division IIIA
- 2015 - 4e de Division IIIA
- 2016 - 5e de Division IIIA
- 2017 - 3e de Division IIIA
- 2018 - 6e de Division IIIA
- 2019 - 1er de Division IIIB
- 2020 - Annulé en raison du coronavirus
- 2021 - Annulé en raison du coronavirus
- 2022 - 1er de Division IIIA
- 2023 -

### Championnat d'Asie-Océanie moins de 18 ans
Cette compétition n'est plus tenue depuis 2002.
- 1984-1998 : ne participe pas
- 1999 - 4e de Division II
- 2000 - 2e de Division II
- 2001 - 2e de Division II
- 2002 - 5e place